# 司馬靳
司馬 靳（しば きん、生没年不詳）は、中国戦国時代の秦の将軍。夏陽（現在の陝西省渭南市韓城市）の人。司馬錯の孫で司馬遷の七世の祖。昭襄王に仕えた。

## 経歴
武安君白起の副将として、長平の戦いに参加し趙軍数十万の坑殺に関わった。この為、後に昭襄王から杜郵（現在の陝西省咸陽市渭城区）にて白起と共に死を賜り華池（現在の陝西省渭南市韓城市）に埋葬された。彼の孫である司馬昌は昭襄王の曾孫である始皇帝の時代、鉄を扱う官吏として秦に仕えた。